# نهج أنقلترا (مدينة تونس)
نهج أنقلترا بمدينة تونس ينطلق من ساحة برشلونة وينتهي عند نهج الجزيرة. كان يحتضن مقرا عدد من الجمعيات من أهمها مقر الحزب الدستوري القديم وجمعية الكشافة التونسية إلى التسعينات، وما زال يحتضن مقر الهلال الأحمر التونسي. كما يوجد به متحف البريد المحاذي لوزارة النقل. ويشتهر نهج أنقلترا بوجود محلات بيع الكتب القديمة.

## معرض صور

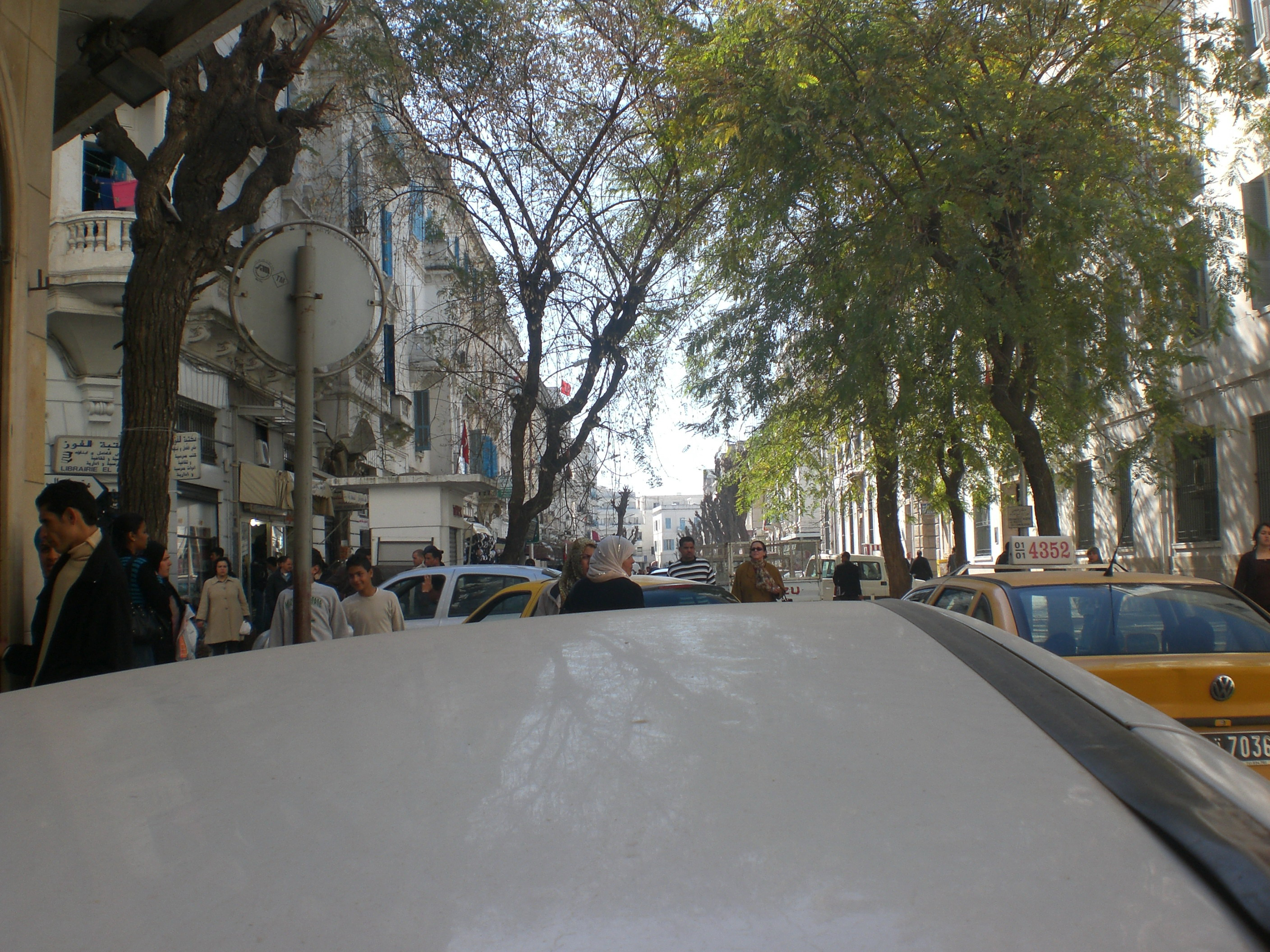
منظر أول
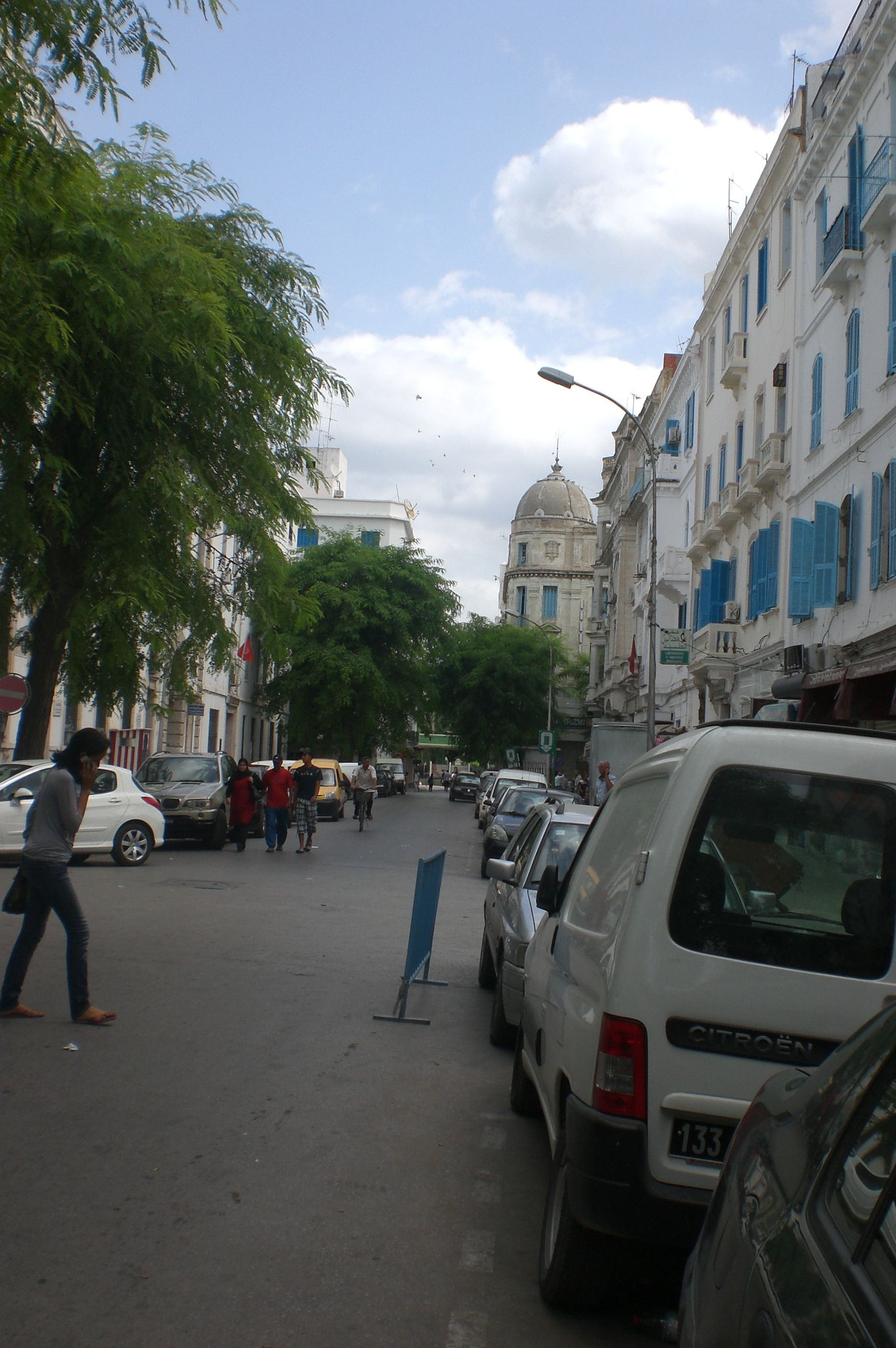
منظر ثان
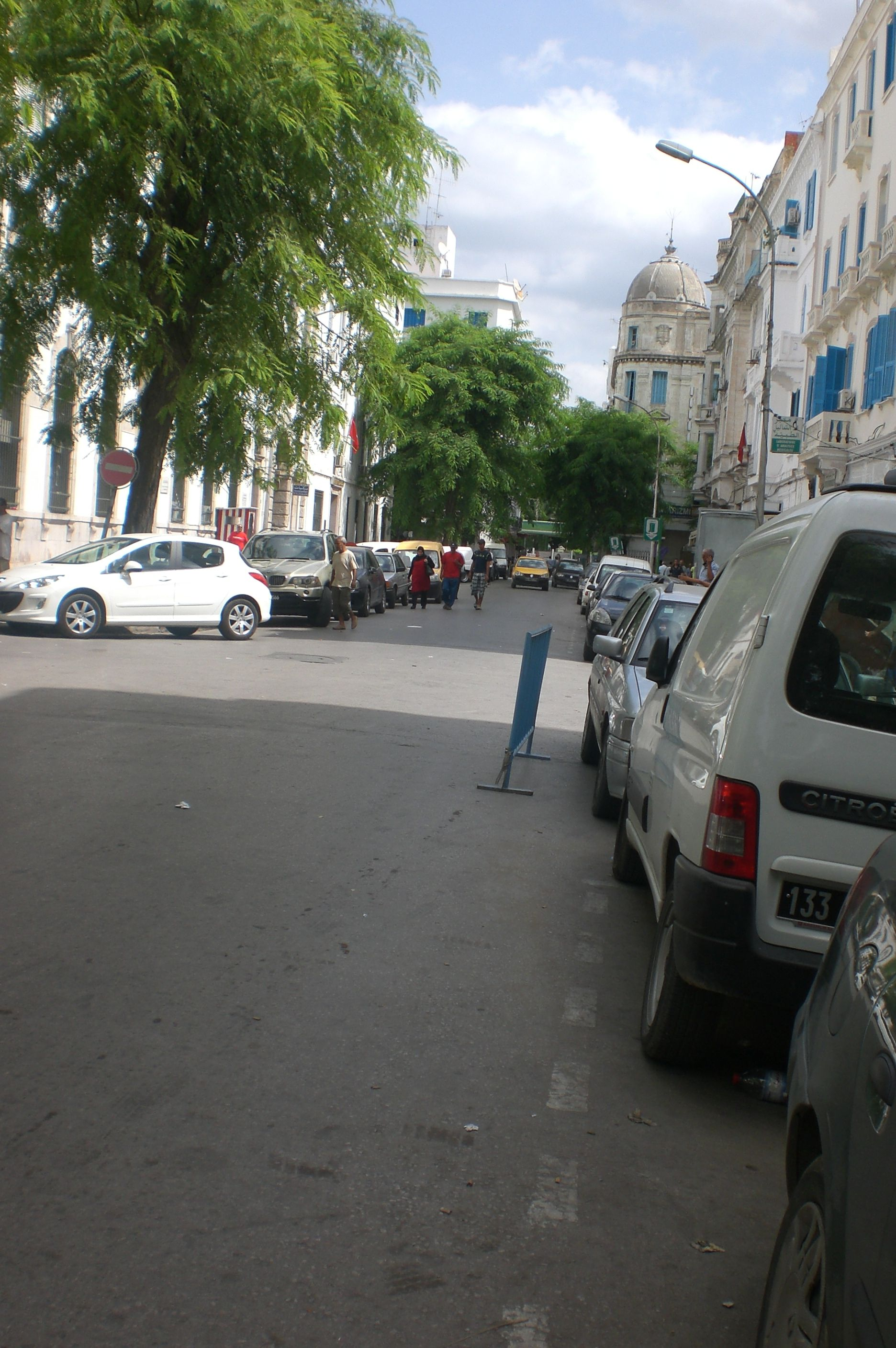
منظر ثالث